# Off By One
Off By One es un navegador web para las versiones de 32 bits del sistema operativo Microsoft Windows. Se distribuye de manera gratuita —freeware.

## Características
Para un listado completo de características, véase Off By One Web Browser Overview.

### Características presentes
- El archivo que se distribuye ocupa 1.2 MB. Off By One no requiere ser instalado ni tampoco tiene dependencias con ninguna DLL del sistema.
- Tiene una implementación completa de HTML 3.2 más soporte para algunas características de HTML 4 como frames.[2]
- Implementa navegación por pestañas.
- Soporte para cookies, permitiendo elegir entre deshabilitarlas, conservarlas siempre o borrarlas al final de cada uso del programa[3]
- Off By One conserva en la memoria RAM el caché de las páginas web visitadas; esto implica que toda la información es borrada cuando el programa se cierra.[4]
- Soporte para SSL usando OpenSSL.

### Características ausentes
- No incluye soporte para Javascript.
- No incluye soporte para plugins.
- No incluye soporte para hojas de estilos en cascada.

## Webster Pro Control
Off By One fue desarrollado para demostrar las capacidades del componente objeto Webster Pro Control comercializado por Home Page Software, y que provee al programa de su barra de tareas y su motor de renderizado.